# Fantozzi totale
Fantozzi totale è un romanzo scritto da Paolo Villaggio e pubblicato nel 2010 dalla casa editrice Einaudi. Il romanzo, penultimo della serie, ripercorre gran parte delle disavventure più famose e disgraziate del ragionier Ugo Fantozzi. Gran parte delle vicende del romanzo sono state tratte dalla sceneggiatura degli ultimi film girati negli anni novanta da Paolo Villaggio con Neri Parenti.

## Edizioni
- Paolo Villaggio, Fantozzi totale, Einaudi 2010, ISBN 88-06-20235-9